# Fuse (film)
Fuse (Gori vatra, 2003) is een tragikomedie geregisseerd door Pjer Žalica. De film is bekroond met de Zilveren Luipaard op het Filmfestival van Locarno in 2003. Er wordt de hele film door Bosnisch gesproken en de opname is gemaakt in Bosnië en Herzegovina, waar de film ook geproduceerd is. De muziek is van Sara Losic.

## Verhaal
Het Bosnische plaatsje Tesanj probeert zich na de oorlog van de jaren 90 weer geleidelijk op te bouwen. Dit gebeurt onder meer door sigaretten-drank- en mensensmokkel die draaiende wordt gehouden door een crimineel en een politierechercheur die eigenlijk het hele stadje in hun macht hebben.
Op een dag, als het stadje te horen krijgt dat de Amerikaanse president Bill Clinton langs zal komen om zich tot beschermheer van Tesanj uit te roepen, moeten alle illegale activiteiten weg en moet men laten zien dat de Bosniërs en de Serviërs goed met elkaar op kunnen schieten. Dit laatste wordt op een bizarre soort van komische manier weergegeven in de samenwerking van de brandweer, waar zowel Bosniërs en Serviërs bij zitten. Om dit samenwerkingsverband te bespoedigen komt er een Engelse brandweerchef meehelpen om een soort van neutrale positie in te nemen en alle problemen nuchter te kunnen zien. Hij heeft echter een tolk bij zich die de helft van zijn woorden niet verstaat en er maar wat geks van maakt, wat tot rare reacties leidt van de brandweermannen.
De burgemeester van het stadje heeft het moeilijk, want hij is degene die er voor moet zorgen dat de Serviërs, die eerst weer terug naar Tesanj willen komen maar weer weggingen omdat ze niet geaccepteerd werden, weer terug moeten komen. De Serviërs willen helemaal niet meer, dus is de burgemeester geneigd een burgemeester van een ander dorp aan te spreken om daar wat inwoners van te lenen, zodat het lijkt alsof de Serviërs weer zijn teruggekeerd zonder enige problemen.
Na een reeks van humoristische gebeurtenissen is het moment eindelijk daar, president Clinton komt in het stadje aan met veel spektakel en commando's. Maar de zelfmoord van de vader van een van de brandweermannen door middel van het laten ontploffen van gas in zijn huis, kilometers van de president vandaan, zorgt ervoor dat de president nooit in de buurt van de burgemeester is gekomen. Alle heisa om Tesanj om te toveren is dus voor niks geweest.